# 目標による管理
目標による管理（もくひょうによるかんり）とは、組織のマネジメント手法の1つで、個々の担当者に自らの業務目標を設定、申告させ、その進捗や実行を各人が自ら主体的に管理する手法。1950年代に米国のピーター・ドラッカーが提唱したとされる。本人の自主性に任せることで、主体性が発揮されて結果として大きな成果が得られるという人間観／組織観に基づくもの。また、ドラッカーがユダヤ人であり、人種や性格特性ではなく、結果／成果だけを見てほしいという叫びに似た記述を『現代の経営』においてしている。
目標管理は、米語でManagement by objectivesといい、MBOと略される。『目標による管理』とはその訳語である。単に「目標管理」ともいうが、「目標管理」では「目標」そのものを管理（マネジメント）することと誤解されやすいので、「目標による管理」が本来の意味を表しているとされる。
目標管理は、ダグラス・マクレガーによって継承され（1953年に"An uneasy look for Performance Appraisal"「業績評価に対する気がかりな見通し」ハーバードビジネスレビュー掲載）、当時の大企業の一部に人事考課制度として導入されるケースも出た。その後は、影響の大きかったものとして、シュレイの『結果の割り付けによる管理』（Management by Results）がある。これは計画と実績の立て方など目標管理の詳細を解説するもので、上野一郎によって直ちに翻訳され、米国のみならず、日本にも大きな影響を与えた。
しかし、米国では当初からMBOには懐疑的な見方も示され（例えば、GE研究やマグレガーなど）、やがて1970年代には徐々に行動評価尺度に代替されていく（例えば、1963年に開発された行動アンカー尺度,Smith）。80年代以降は米国でMBOが議論されることさえなくなっていった。現在ではASTD、SHRM、HR.comなどのサイトで調べても数件しかなく、MBOと言えば、セールスマンの業績評価の際に時々使われるという位置付けである。

※略語にすれば、マネジメント・バイ・アウト（MBO、Management Buyout、経営陣買収）と同じだが、これは全く別の言葉である。
（「バイ（buy）」そのものが異なるため）

## 日本における目標管理
日本では昭和40年代に目標管理の第一次ブームがあったが、さして定着することなくブームは去った。その要因として、次の点が挙げられる。
1. 業績を上げることに目標が置かれるあまり、具体的な数値目標として、「売上」の極大化と誤解された。（売上至上主義）
2. 自主性を過大評価し、実施途中における組織の関与や行動プロセスが制度的に組み込まれなかった。
3. 「目標」に対する「成果」を重視するあまり、成果に対する報酬という金銭的インセンティブだけではなく、人は「情」によって動くものという「人間尊重」の考え方が欠落していた。それは本来、MBOが狙ったものと裏腹のものであった。

「目標管理」は成果目標による進行管理であるが、自主性が無視されたノルマ主義と混同されることも多い。ただ、「目標管理」と言うかどうかは別にして、その考え方は日本の企業において自己申告制度など広く定着している。この点は、幸田一男による『実践 目標による管理』（1993年発刊）に詳しい。幸田によると、度重なる紹介にかかわらず、日本では不況のたびごとにMBOが引き合いに出され、結果重視の管理、成果主義、ノルマ主義が重視されるようになったと指摘されている。

## 反対論
目標管理には反対論も多く、特にW・エドワーズ・デミングは、組織システムへの理解が欠如した目標管理の実践により、間違った方向への目標付けが行われると批判している。更にデミングは生産目標を設定すると、あらゆる手段を投じてこの目標を達成するようになり、これは多くは低品質に繋がると述べている。
デミングの14のポイントにおいては、経営者はリーダーシップ活用のために目標管理制度を放棄すべきだと主張している。それはシステムを理解したリーダーは、労働者に対して目標管理によるインセンティブ付けを行うよりも、より有効なソリューションを導き出せるからだという。
デミングはまた、ドラッカーが「経営者には全体的な視点が要求される」と警告している点に触れて、目標管理の運用者の大部分はドラッカーのその警告を無視していると述べている。

## KPI(業績評価指標)やBSC(バランススコアカード)など数値目標管理の限界
KPI(業績評価指標)やBSC(バランススコアカード)などによる数値目標管理の限界が指摘されている。例えば、マーク ホダックの調査によると、バランストスコアカード(BSC)により業績給を支給している企業は、S&P 500の15 %を占めたが、その他の企業より平均3.5 %業績が低かったことが明らかになっている。

## ビジョン･戦略･方針管理(VSA)
MBO目標による管理や、KPIやBSCなどの数値目標管理のこれら限界を克服する方法として、ビジョンの共有を重視したビジョン･戦略･方針管理(VSA)が普及してきている。ビジョンでメンバーの意識を束ねてモチベーションを高める効果がある。